# Caroline Lagerfelt
Caroline Eugenie Lagerfelt (Parigi, 23 settembre 1947) è un'attrice statunitense.

## Filmografia parziale

### Cinema
- L'aquila d'acciaio (Iron Eagle), regia di Sidney J. Furie (1986)
- Mariti imperfetti (Bye Bye Love), regia di Sam Weisman (1995)
- Fino alla fine (No Way Back), regia di Frank A. Cappello (1995)
- Il padre della sposa 2 (Father of the Bride Part II), regia di Charles Shyer (1995)
- Minority Report, regia di Steven Spielberg (2002)
- Poseidon, regia di Wolfgang Petersen (2006)
- Tutti gli uomini del re (All the King's Men), regia di Steven Zaillian (2006)
- Land Shark - Rischio a Wall Street (August), regia di Austin Chick (2008)
- Girls Against Boys, regia di Austin Chick (2012)
- The Homesman, regia di Tommy Lee Jones (2014)
- Mostly Ghostly: Have You Met My Ghoulfriend?, regia di Peter Hewitt (2014) - Direct to video
- Nei miei sogni (I'll See You in My Dreams), regia di Brett Haley (2015)

### Televisione
- Ai confini della notte (The Edge of Night) – serial TV, 14 episodi (1983)
- Così gira il mondo (As the World Turns) – serial TV, 4 episodi (1986)
- Ghostwriter – serie TV, 6 episodi (1993-1994)
- Beverly Hills 90210 (Beverly Hills, 90210) – serie TV, 5 episodi (1995-1996)
- Il mistero del lago (The Lake), regia di David Jackson – film TV (1998)
- Nash Bridges – serie TV, 29 episodi (1996-2001)
- Mrs. Harris, regia di Phyllis Nagy – film TV (2005)
- Six Degrees - Sei gradi di separazione (Six Degrees) – serie TV, 4 episodi (2006-2007)
- Gossip Girl – serie TV, 10 episodi (2007-2012)
- Castle – serie TV, episodio 5x03 (2012)
- Law & Order: Organized Crime – serie TV, 5 episodi (2021)
- Il colore delle magnolie (Sweet Magnolias) – serie TV  (2020-2025)

## Doppiatrici italiane
- Paila Pavese in Castle